# Arisa Murata
Arisa Murata (jap. 村田 愛里咲; * 17. Oktober 1990 in Kitakyūshū) ist eine ehemalige japanische Freestyle-Skierin. Sie ist auf die Buckelpisten-Disziplinen Moguls und Dual Moguls spezialisiert und nahm an je drei Olympischen Winterspielen und Freestyle-Skiing-Weltmeisterschaften teil.

## Werdegang
Murata nahm im Februar 2008 in Inawashiro erstmals am Freestyle-Skiing-Weltcup teil, wobei sie den 19. Platz im Moguls errang. Im folgenden Monat wurde sie japanische Meisterin im Dual Moguls und belegte im März 2009 bei den Weltmeisterschaften in Inawashiro den 19. Platz im Moguls sowie den 13. Rang im Dual Moguls. In der Saison 2009/10 erreichte sie mit Platz sieben im Moguls in der Sierra Nevada ihre erste Top-Zehn-Platzierung im Weltcup und zum Saisonende den 20. Platz im Moguls-Weltcup. Beim Saisonhöhepunkt, den Olympischen Winterspielen 2010 in Vancouver, wurde sie Achte im Moguls. Im folgenden Jahr belegte sie bei den Weltmeisterschaften in Deer Valley den 13. Platz im Dual Moguls und den 12. Rang im Moguls. Nach Platz eins beim Australian-New-Zealand-Cup im Perisher zu Beginn der Saison 2011/12, kam sie im Weltcup viermal unter die ersten Zehn und erreichte mit dem dritten Platz im Moguls in Åre ihre einzige Podestplatzierung im Weltcup und zum Saisonende den 16. Platz im Moguls-Weltcup. Zudem holte sie im Moguls in Sotschi ihren einzigen Sieg im Europacup. 
In der Saison 2012/13 erreichte Murata mit sechs Top-Zehn-Platzierungen den 15. Platz im Moguls-Weltcup. Beim Saisonhöhepunkt, den Weltmeisterschaften 2013 in Voss, wurde sie Sechste im Moguls und Fünfte im Dual Moguls. In folgenden Jahren errang sie bei den Olympischen Winterspielen 2014 in Sotschi den 20. Platz im Moguls und gewann bei den Winter-Asienspielen 2017 in Sapporo die Silbermedaille im Dual Moguls sowie die Goldmedaille im Moguls. In der Saison 2017/18 belegte sie bei den Olympischen Winterspielen 2018 in Pyeongchang den 18. Platz im Moguls und absolvierte in Mont-Tremblant ihren 69. und damit letzten Weltcup, welchen sie auf dem 16. Platz im Moguls beendete.

## Erfolge

### Olympische Spiele
- 2010 Vancouver: 8. Platz Moguls
- 2014 Sotschi: 20. Platz Moguls
- 2018 Pyeongchang: 18. Platz Moguls

### Weltmeisterschaften
- 2009 Inawashiro: 13. Platz Dual Moguls, 19. Platz Moguls
- 2011 Deer Valley: 12. Platz Moguls, 13. Platz Dual Moguls
- 2013 Voss: 5. Platz Dual Moguls, 6. Platz Moguls

### Weltcup
Murata errang im Weltcup einen Podestplatz.
Weltcupwertungen:
| Saison  | Gesamt | Gesamt | Moguls | Moguls |
| Saison  | Platz  | Punkte | Platz  | Punkte |
| ------- | ------ | ------ | ------ | ------ |
| 2007/08 | 133.   | 1      | 37.    | 12     |
| 2008/09 | 107.   | 5      | 29.    | 41     |
| 2009/10 | 56.    | 13     | 20.    | 143    |
| 2010/11 | 70.    | 9      | 23.    | 102    |
| 2011/12 | 53.    | 17     | 16.    | 226    |
| 2012/13 | 58.    | 22     | 15.    | 269    |
| 2013/14 | 157.   | 5      | 30.    | 51     |
| 2016/17 | 180.   | 2,27   | 37.    | 25     |
| 2017/18 | 154.   | 5,1    | 31.    | 51     |

### Weitere Erfolge
- Winter-Asienspiele 2017: 1. Platz Moguls, 2. Platz Dual Moguls
- 1 japanischer Meistertitel (2008 Dual Moguls)
- 1 Sieg im Europacup
- 1 Sieg im Australian-New-Zealand-Cup